# Lotta armata/L'originale trasmissione della rovina
Lotta armata/L'originale trasmissione della rovina è un singolo del gruppo rap italiano Gente Guasta, pubblicato nel 2000 dall'etichetta Niente X Niente Records.

## Video musicale
È stato girato un videoclip per il brano Lotta armata. Il video, autoprodotto dal duo e diretto dal regista Andrea "Falco" Rasoli mostra il duo eseguire la canzone in diverse ambientazioni, alternate ad immagini del videogioco Tekken 3. Alcuni frame del video sono stati usati successivamente per le grafiche dell'album.
Il video entrò in alta rotazione sul programma Yo! MTV Raps di MTV.

## Tracce
12"
- lato A

1. Lotta armata (Vocal) – 4:59
2. Lotta armata (Instumental) – 4:59
3. Lotta armata (Acappella) – 4:59

- lato B

1. L'originale trasmissione della rovina (feat. Toni L, Torch) (Vocal) – 4:56
2. L'originale trasmissione della rovina (Instrumental) – 4:56
3. L'originale trasmissione della rovina (Acappella) – 4:56